# Macerata Feltria
Macerata Feltria (latin: Pitinum Pisaurense) är en kommun i provinsen Pesaro e Urbino, i regionen Marche. Kommunen hade 1 994 invånare (2018) och gränsar till kommunerna Lunano, Monte Cerignone, Montecopiolo, Monte Grimano, Piandimeleto, Pietrarubbia samt Sassocorvaro Auditore.